# Ленкавский, Степан Владимирович

Мемориальная доска Степану Ленкавскому на фасаде стены здания бывшей Станиславовской гимназии

Степа́н Владимирович Ленка́вский (укр. Степа́н Володимирович Ленка́вський; 6 июля 1904, Угорники, Австро-Венгрия — 30 октября 1977, Мюнхен, ФРГ) — деятель украинского националистического движения; возглавил ОУН(б) после гибели Степана Бандеры в 1959 году.

## Биография
Учился на философском факультете Львовского университета. С середины 1920-х гг. — активный участник националистического движения на западноукраинских землях, член правления Союза украинской националистической молодёжи. В 1928 году принимал участие в редактировании (вместе с С. Охримовичем и И. Габрусевичем) первого нелегального националистического издания для молодёжи — журнала «Юнак», был сотрудником журналов «Український голос» (1929-32, Перемышль) и «Бюлетень КЕ ОУН на Західноукраїнських Землях (ЗУЗ)», член литературной группы «Листопад». Участник первого Конгресса Правления украинских националистов в Вене (28 января — 3 февраля 1929), на котором было оформлено создание ОУН.
С февраля 1929 года — в составе первого Правления ОУН на западноукраинских землях, был референтом идеологического отдела. В 1931 году арестован польской полицией в Кракове и в сентябре 1932 во время процесса «Конгрессовцев» осуждён на 4 года заключения.
В 1939 вошёл в Правление ОУН (б), с апреля 1941 — референт по пропаганде.
В июле 1941, как один из участников провозглашения воссоздания самостоятельного украинского государства и член «правительства Украины», возглавлявшегося Ярославом Стецько.
10 июля 1941 года на совете группы ОУН(б) обсуждался вопрос отношения к национальным меньшинствам. Степан Ленкавский заявил про принятие всех мер, которые приведут к уничтожению евреев. Тезис уничтожения еврейской нации Степан Ленкавский повторил и на конференции ОУН во Львове 18 июля: «Что касается евреев, мы принимаем все меры, ведущие к их уничтожению».
29 июля Ленкавский сам был арестован гестапо и помещён в концлагерь Освенцим. В 1944 был освобождён вместе с другими высокопоставленными деятелями ОУН, которых немцы хотели использовать как союзников в борьбе против наступающей Красной армии.
В послевоенные годы жил в Германии. Был членом правления Заграничных частей ОУН. После убийства Степана Бандеры возглавил Правление ОУН(б) (1959-68), после ухода с этого поста возглавлял отдел пропаганды и редактировал газету «Шлях перемоги» («Путь победы»). Телохранитель — К. И. Джугало, впоследствии ставший бухгалтером ЗЧ ОУН, весьма нелестно отзывался о его моральном облике в тот период.
Автор «Декалога» («Десять заповедей украинского националиста», 1929), в котором изложил основные принципы националистического движения.
В 1990-е — 2000-е годы на территории Ивано-Франковской области установлено не менее пяти различных памятников Степану Ленкавскому. Последний из них был открыт 22 августа 2010 года в селе Угорники Ивано-Франковской области и представляет собой бронзовую статую Степана Ленкавского на гранитном постаменте. 31 января 2024 года в Луцке переименовали улицу Юрия Левитана в честь Степана Ленкавского.